# 2018年中国大陆矿难列表
本条目旨在列举发生在2018年中国大陆的较重大矿难。据中国大陆官方统计，2018年中国大陆共有333人死于煤矿矿难、重特大事故共2起。

## 1月
- 1月20日，山西双鹤乡马村一废弃煤矿矿难，造成5人死亡。[3]

## 4月
- 4月4日，黑龙江省龙煤集团鸡西矿业有限责任公司滴道盛和煤矿立井发生煤与瓦斯突出事故，造成5人死亡，5人受伤。[4]
- 4月10日，湖北省恩施咸丰县坪坝营镇青林湾煤矿矿难，造成4人死亡。[5]

## 5月
- 5月9日，湖南宝电群力煤矿有限公司发生瓦斯爆炸事故，造成5人死亡，2人受伤，直接经济损失985.2万元。[6]

## 8月
- 8月6日，贵州省盘州市石桥镇梓木戛煤矿煤与瓦斯突出事故，造成13人死亡。[7][8]

## 10月
- 10月15日，重庆綦江县石壕镇杉树湾煤矿矿难，造成5人死亡。[9]
- 10月20日，山东省郓城县的龙郓煤业有限公司发生冲击地压事故，造成21人死亡。[10]

## 12月
- 12月15日，重庆能投集团渝新能源公司下属逢春煤矿矿难，造成7人死亡、1人重伤、2人轻伤。[11]
- 12月24日，陕西延安华龙煤业贯屯煤矿矿难，造成5人死亡。[12]
- 12月28日，福建永定抚市鲤市煤矿发生矿难，造成5人死亡、1人受伤。[13][14]